# Alzano Scrivia
Alzano Scrivia (piemontiul: Autsan, helyi nyelvjárásban: Alsan) település Olaszországban, Piemont régióban, Alessandria megyében. Lakosainak száma 348 fő (2023. január 1.). Alzano Scrivia Castelnuovo Scrivia, Guazzora, Isola Sant’Antonio és Molino dei Torti községekkel határos.

## Népesség
A település népessége az elmúlt években az alábbi módon változott:
| Lakosok száma | 378  | 370  | 348  |
|               | 2017 | 2018 | 2023 |